# Niobium(V)fluoride
Niobium(V)fluoride is een corrosieve anorganische verbinding van niobium en fluor, met als brutoformule NbF5. De stof komt voor als kleurloze hygroscopische kristallen, die reageren met water, onder vorming van waterstoffluoride. Het wordt, net als niobium(V)chloride, gebruikt als precursor bij de synthese van andere niobiumverbindingen.

## Synthese
Niobium(V)fluoride kan rechtstreeks uit de samenstellende elementen, niobium en difluor, bereid worden. De reactie verloopt bij een temperatuur van 250 tot 300°C:
{\displaystyle \mathrm {2\ Nb\ +\ 5\ F_{2}\longrightarrow \ 2\ NbF_{5}} }
Deze fluorering kan ook gebeuren met behulp van waterstoffluoride:
{\displaystyle \mathrm {2\ Nb\ +\ 10\ HF\longrightarrow \ 2\ NbF_{5}\ +\ 5\ H_{2}} }
De dampen worden opgevangen in een pyrex-buis en worden bij 120°C onder vacuüm gesublimeerd tot de kleurloze niobium(V)fluoride-kristallen.
Een andere manier om de verbinding te synthetiseren is de reactie van niobium(V)chloride met difluor:
{\displaystyle \mathrm {2\ NbCl_{5}\ +\ 5\ F_{2}\longrightarrow \ 2\ NbF_{5}\ +\ 5\ Cl_{2}} }